# 盧毓
盧毓（183年—257年），字子家，涿郡涿縣（今河北省涿州市）人。三國時代曹魏政治人物。东汉末年名臣盧植的第四子。

## 生平

### 早年生活
盧毓十歲時失去父親，當時正值東漢末年戰亂頻仍的亂局，二位兄長都因戰亂而死；當時因為袁紹與公孫瓚多次交戰，幽州和冀州地區都有饑荒，盧毓於是照顧哥哥的妻子和兒子，以學行見稱。長大後，五官中郎將曹丕召見並任命他署門下賦曹。其後獲崔琰推薦為冀州主簿。

### 重行秩序
當時久經戰亂，法令秩序建立不久，仍有很多逃兵；於是逃兵會遭到嚴厲懲罰，妻兒也會受連坐。當時有一些逃兵的妻子，才到夫家數天而未見丈夫，但丈夫卻逃亡了，大理依處罰逃兵遺屬的辦法上奏要處她死刑。盧毓引《詩經》、《禮記》等經典陳述妻子未見丈夫，未成婦；並駁斥大理當她們是已完婚婦人那樣判刑，判罰過重，認為可以處以較輕刑罰，毋須處死。曹操見此十分欣賞，任命他為丞相法曹議令史，後轉任西曹議令史。
建安十八年（213年）曹操封魏公，建魏國，盧毓升任吏部郎。後曹丕稱帝，任黄門侍郎，後又先後出任濟陰相和梁郡、譙郡太守。可是他其後因見曹丕故縣譙郡土地貧瘠，百姓窮困，上表請將之前徙居譙郡屯田的人民遷到梁國肥沃的土地上，但卻因為失去曹丕充實故鄉的本意而激怒曹丕，被降職為睢陽典農校尉。雖然被貶謫，但都一心幫助人民，後又曾任安平和廣平太守，亦頗得當地人民愛戴。青龍二年（234年），盧毓任侍中，任內曾對科法律令的修改多次作出爭辯，因而得魏明帝曹叡賞識，任命為吏部尚書。

### 選薦賢才
升任吏部尚書後，明帝命盧毓推薦一人取代自己侍中的位置，盧毓先舉鄭沖，但明帝想找自己未聽過的賢才任用，盧毓於是舉阮武和孫邕，明帝於是選用孫邕。景初元年（237年）司徒陳矯逝世，司徒懸空半年，至次年明帝問盧毓誰可任司徒，盧毓先舉一直不肯任官的管寧，但明帝不用，盧毓於是舉韓暨、崔林和常林，後明帝任命韓暨為司徒。盧毓掌選舉，標準是先以性格品行，後才考慮他的口才和才智，因為盧毓認為才能是為了行善，若有才但不能行善，有才亦無用，不可視為有才能而被任用。
景初三年（239年），曹叡病逝，太子曹芳繼位，由大將軍曹爽及太尉司馬懿輔政；但曹爽後排斥並削奪司馬懿權力，又樹立黨羽，如任命何晏代盧毓典選舉事，將盧毓調作尚書僕射。後又遷盧毓為廷尉，而當時司隸校尉畢軌又枉奏免官，盧毓和其他人都指責畢軌的行為，於是曹爽又遷盧毓為光祿勳。正始十年（249年）司馬懿發動高平陵之變，族滅了曹爽。司馬懿任命盧毓行司隸校尉。後復任吏部尚書，加奉車都尉，封高樂亭侯。後轉任尚書僕射，典選舉事，加光祿大夫。正元元年（254年），曹髦繼位，進封大梁鄉侯，又封一子列侯。次年鎮東將軍毌丘儉等在壽春討伐司馬師，司馬師親自領兵鎮壓，由盧毓處理後方事務，加侍中。甘露元年（256年）十月，盧毓任司空，盧毓辭讓給王昶、王觀和王祥但不被允許，又進爵容城侯。次年三月逝世，諡成侯。

## 畫餅充飢
明帝時，諸葛誕等人並稱為四聰，都極有名氣，但明帝因為他們浮華而不欣賞，更貶抑不用。有一次中書郎一職出缺，魏明帝就要求盧毓推舉人才時要注重真才實學，不要只顧名聲，下詔說「選舉莫取有名，名如畫地作餅，不可啖也（選拔人時不要因為他的名聲，名聲就好像在地上畫餅，其實是不可食用的。）」這是成語「畫餅充飢」的典故。

## 子孫

### 子女
- 盧欽，西晉官至尚書僕射。
- 盧簡
- 盧珽，曹魏泰山太守。
- 盧氏，嫁華表子華廙。

### 孫
- 盧藩，盧毓死後嗣侯。
- 盧浮，盧欽子。
- 盧皓，盧珽子，西晉尚書。
- 盧志，盧珽子，西晉尚書。

### 曾孫
- 盧諶，盧志子，晉懷帝被擄後投奔劉琨，後投靠段末波。晉元帝曾多次徵命但都不能到任，最終死在北方。

## 延伸阅读
[在维基数据编辑]
 《三國志·卷22》，出自陳壽《三國志》

### 引用
1. ↑  《三国志注·卷二十二·魏书二十二·桓二陈徐卫卢传第二十二》：续汉书曰：植字子干。少事马融，与郑玄同门相友。植刚毅有大节，常喟然有济世之志，不苟合取容，不应州郡命召。建宁中，征博士，出补九江太守，以病去官。作尚书章句、礼记解诂。稍迁侍中、尚书。张角起，以植为北中郎将征角，失利抵罪。顷之，复以为尚书。张让劫少帝奔小平津，植手剑责数让等，让等皆放兵，垂泣谢罪，遂自杀。董卓议欲废帝，众莫敢对，植独正言，语在卓传。植以老病去位，隐居上谷军都山，初平三年卒。太祖北征柳城，过涿郡，令告太守曰：“故北中郎将卢植，名著海内，学为儒宗，士之楷模，乃国之桢干也。昔武王入殷，封商容之闾，郑丧子产而仲尼陨涕。孤到此州，嘉其余风。春秋之义，贤者之后，有异于人。敬遣丞掾脩坟墓，并致薄醊，以彰厥德。”植有四子，毓最小。
2. 1 2  《三國志·三少帝紀·高貴鄉公》：（甘露元年）冬十月，以司空郑冲为司徒，尚书左仆射卢毓为司空。……（二年）三月，司空卢毓薨。
3. ↑  本傳原文：（明帝）詔曰：「得其人與否，在盧生耳。選舉莫取有名，名如畫地作餅，不可啖也。」毓對曰：「名不足以致異人，而可以得常士。常士畏教慕善，然後有名，非所當疾也。愚臣既不足以識異人，又主者正以循名案常為職，但當有以驗其後。故古者敷奏以言，明試以功。今考績之法廢，而以毀譽相進退，故真偽渾雜，虛實相蒙。」帝納其言，即詔作考課法。